# أسبوع الإدارة
يعد أسبوع «ستار» للإدارة أبرز الأحداث السنوية التي تقام في كلية روتردام للإدارة (RSM) في جامعة إراسموس إذ يعتبر أحد أكبر الأنشطة الطلابية التي تقام بدول البنلوكس. ويعد هذا الحدث والذي تستمر فعالياته على مدار أسبوع كامل قمة الأحداث السنوية في ستار. ويشارك في أسبوع ستار للإدارة، والذي يُعقد كل خريف، أكثر من 100 هيئة دولية و6 آلاف طالب بالإضافة إلى محاضرين من جميع أنحاء العالم. وقد تم تنظيم أسبوع ستار للإدارة لأول مرة في عام 1987، وأطلق عليه حينها أسبوع سفيب. وتم تغيير الاسم في عام 1996 ليصبح أسبوع سفيب للإدارة، ثم تم تغييره في عام 2005 ليصبح أسبوع ستار للإدارة.
ويتكون أسبوع ستار للإدارة من مجموعة كبيرة من الأنشطة، منها على سبيل المثال (لا الحصر):
- المؤتمر الأكاديمي
- ندوات تنظيم المشروعات
- ورش العمل
- محاضرات الخبراء
- عشاء في الشركة
- زيارة للشركة
- مهرجان الطموح
- قلعة الاستشارات
- معرض الشبكات
- نقاشات سياسية
- حفل ستار
- ليلة الكوميديا

## المؤتمر الأكاديمي
يشهد المؤتمر الأكاديمي مناقشة القضايا العالمية الحالية من قبل قادة مميزين ورجال أعمال وقادة سياسيين. تتضمن قائمة المتحدثين السابقين:

### عام 2007 (الموضوع الرئيسي: تحويل الجيد إلى ذهبي)
- ديفيد إيدز مقدم لدى قناة بي بي سي ورلد
- إبراهيم أبو العيش الحائز على جائزة رايت ليفيلهوود ومؤسس سيكيم
- ووتر بوس نائب رئيس الوزراء الهولندي، ووزير المالية
- أنتوني بورجمانز الرئيس التنفيذي السابق في ينيليفر
- ألكسندر رينوي كان رئيس المجلس الاقتصادي والاجتماعي لهولندا
- جيفري ساكس الأستاذ الجامعي ومدير معهد الأرض في جامعة كولومبيا
- بن فيرواين الرئيسي التنفيذي لدى بريتيش تيلكوم

### عام 2006 (فكر بحرية وتصرف بطريقة مختلفة)
- تود بنجامين مراسل ومحرر مالي في محطة سي إن إن الإخبارية
- رود لوبيرز رئيس وزراء هولندا الأسبق ومبعوث المفوضية العليا للأمم المتحدة لشئون اللاجئين الأسبق
- جيريت زالم نائب رئيس الوزراء وووزير مالية هولندا
- هانز بول بيركنر الرئيس والمدير التنفيذي لـمجموعة بوسطن الاستشارية
- غاريث بيني المدير الإداري لشركة دي بيرز
- أد سكاببوير، الرئيس التنفيذي ل كي بي إن
- أجنس فان أردينا وزيرة التعاون التنموي الهولندية بوزارتي بالكينيندي الثانية والثالثة
- الأستاذ الدكتور روب دي ويك، خبير المخاطر الاقتصادية في معهد كلنقندال
- كريس زوك، مدير شركة باين آند كومباني

### عام 2005 (المخاطر السياسية للاستثمارات الأجنبية)
- تشارلز هودسون، مذيع بمحطة سي إن إن الإخبارية
- جورج موللر، الرئيس التنفيذي التنفيذي لشركة روبيكو
- غوردون ريدينج من كلية إنسيد
- غيونغ ليانغ، الأونكتاد
- كارلوس فورتين، الأونكتاد
- محمد إبراهيم شركة سلتيل ورئيسها التنفيذي
- جاك كولين، المدير الإداري لمجموعة مونيتور جروب بجنوب أفريقيا
- تيفون بايزت، الرئيس التنفيذي لمعهد ديسبنك
- كايا تونسير، رئيس ايسباس

## ندوات تنظيم المشروعات
ويقوم فيه المتعهدون الناجحون بمشاركة خبراتهم وتجاربهم مع الطلاب الشباب. تتضمن قائمة المتحدثين السابقين في ندوات تنظيم المشروعات:

### 2007
- ماكس ويستيرمان، مراسل صحفي سابق لدى آر تي إل
- مارتن دي برديان، مؤسس مشارك في سيارات سبايكر ومؤسس سيلفيستريس
- إيريك موريس، الرئيس التنفيذي لشركة آي إس إم إل
- سيون فان أوستروم، مؤسس شركة أو في جي للعقارات المحدودة، والذي تم اختياره كرجل العام في مجال العقارات بهولندا عام 2005
- تيني ساندرز، الرئيس التنفيذي لشركة كامبينا
- كلاريسا سلنغرلاند، مؤسسة شركة ميس بابليسيتي ورئيستها التنفيذية
- إيفون سوانس، مؤسسة شركة دايركت ونين ورئيستها التنفيذية، كما حازت على لقب سيدة أعمال العام بهولندا عام 2005

### 2006
- مارليز ديكرز، مؤسسة العلامة التجارية أندريسد
- نانسي ماكينستري، الرئيسة التنفيذية ورئيسة مجلس المديرين التنفيذيين بشركة وولترز كلوير
- فريتس جولدشمايدينج، المؤسس والرئيس التنفيذي السابق لشركة راندستاد القابضة
- جراي مش، المؤسس المشارك والمدير التنفيذي والرئيس السابق لشركة فيرساتيل
- بيتر إيتيفين، شريك مؤسس لشركة أو. سي. آند سي. للاستشارات الإستراتيجية
- تيري سخاب، مؤسس ورئيس مجلس إدارة بينكبانك
- ريني فريجتيرز، مؤسس مشارك في موقع Alex.nl للسمسرة عبر البورصة
- بيتير سوينكلز، الرئيس التنفيذي لشركة بافاريا للبيرة

### 2005
- جورين فان دن هريك، رئيس شركة فينورد الأسبق
- ماريو مورتي بوليغاتو، مؤسس ورئيس شركة جيوكس
- جيرارد ساندريك، مؤسس شركة سينتريك القابضة
- ميخيل مولر، مؤسس مشارك في شركة روت موبيل
- جان فان ميرفيلد، مؤسس شركة هيليفلايت آند إيفنتس